# Gustave Lefèvre (sportif)
Pour les articles homonymes, voir Lefèvre.
Pas d'image ? Cliquez ici

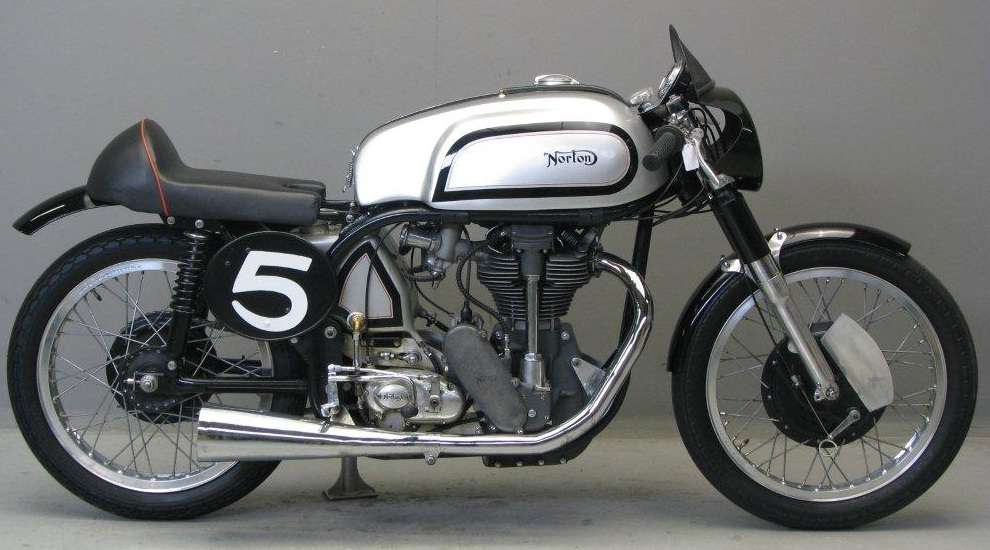
Exemple de Norton Manx, en 1952.

Gustave Lefèvre est un pilote motocycliste, septuple vainqueur du Bol d'or moto à l'Autodrome de Linas-Montlhéry sur Norton Manx, en 1947, 1949 (il ne court pas en 1948), 1950, 1951, 1953, puis 1956 et 1957 avec Georges Briand (3e en 1954, et encore vainqueur de la catégorie 500 cm3 en 1955 avec Georges Briand).
En 1939, il est vraisemblablement troisième du Grand Prix moto de France 500 cm3.
En 1947, il gagne le GP 500 cm3 de l'Ouverture à Linas-Montlhéry, puis le Circuit de l'A.M.F. 250 et 500 cm3 toujours à  Linas-Montlhéry.
Il est aussi champion de France de vitesse sur Norton en 1949 en 500 cm3, après s'être également imposé aux éliminatoires du championnat, puis vainqueur en 1950 du Grand Prix de Lyon en 250 cm3. Il termine aussi à plusieurs reprises deuxième du Grand Prix de Paris. En 1956 il est encore premier au Critérium de France en 500 cm3.